# مثلث بنروز

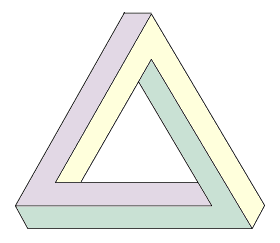
مثلث بنروز

مثال متحرك على كيفية تشكيل مثلث بنروز

مربع بنروز

مخمس بنروز

مسدس بنروز

مثمن بنروز

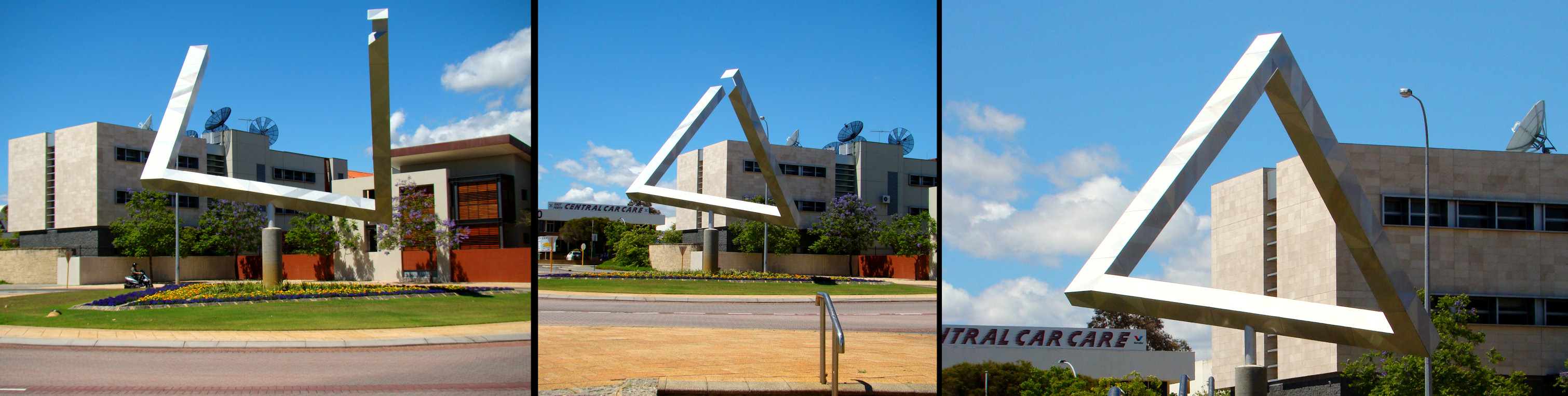
هذه صورة من الخداع البصري يظهر فيها مثلث بنروز.. شرق بيرث - أستراليا الغربية

مثلث بنروز، أو كما يسمى بـالمثلث المستحيل، هو أحد الأشكال المستحيلة، أنشأه أولاً الفنان السويدي أوسكار ريتوسفيرد في عام 1934م، ثم صممه روجر بنروز ووضحه بشكل مستقل وأشاعه في الخمسينيات، وقد شُوهد بوضوح في أعمال إيشر.
ويبدو مثلث بنروز كجسم صلب مكون من ثلاثة حزم مقطعها العرضي مربع والتي تلتقي في بزاوية قائمة في قمم المثلث .وإذا نظرت لهذه القطع الثلاث من زاوية معينة تبدو كالقطع الأرجوانية والصفراء والخضراء في الشكل الموجود في هذه الصفحة
وهذا الشكل من الأشكال التي لا تدرك بشكل ثلاثي أبعاد في الفضاء الاقليدي العادي، ويمكن أن يرجع إلى الأشكال ثنائية الأبعاد أو الأشكال المستحيلة في نفسها.

## وصلات خارجية
- An article about impossible triangle sculpture in Perth
- Escher for Real constructions